# ماركوس توماس (لاعب كرة قدم أمريكية أمريكي)
ماركوس توماس (بالإنجليزية: Marcus Thomas)‏ هو لاعب كرة قدم أمريكية أمريكي، ولد في 23 سبتمبر 1985 في يوكوسوكا في اليابان.

## وصلات خارجية
- ماركوس توماس (لاعب كرة قدم أمريكية أمريكي) على موقع مرجع كرة القدم المحترفة.كوم (الإنجليزية)